# Cratere Atum
Atum è un cratere sulla superficie di Rea.